# Чилійсько-японські відносини
Чилійсько-японські відносини - двосторонні дипломатичні відносини між Чилі та Японією. Держави є членами Азіатсько-Тихоокеанського економічного співробітництва, Організації економічного співробітництва та розвитку та Організації Об'єднаних Націй.

## Історія
Ранні контакти між країнами могли відбутися через іспанських купців, які потрапляли на Манільських галеонах з Акапулько до Маніли, а також через іспанських місіонерів. У Манілі іспанці вели торгівлю з японськими купцями і привозили цю продукцію до Латинської Америки (Чилі на той час входила до складу Іспанської імперії). В 1818 Чилі проголосила незалежність від Іспанії, а в 1860 в чилійський порт Вальпараїсо прибуло перше японське судно.
У жовтні 1868 Японія вступила в період Мейдзі та почала налагоджувати дипломатичні відносини з іншими країнами після десятиліть ізоляції.
У 1890 Чилі відкрила консульство в японському портовому місті Йокогама.
У 1894 Чилі продала Японії військовий корабель під назвою «Есмеральда III», який потім був перейменований в «Ідзумі».
У вересні 1897 країни офіційно встановили дипломатичні відносини після підписання Договору про дружбу, торгівлю та мореплавання. У тому ж році Чилі відкрила дипломатичну місію в Токіо, а через два роки перший чилійський посол прибув до Японії і вручив вірчі грамоти імператору Мейдзі.
В 1909 Японія відкрила дипломатичне представництво в Сантьяго.
У січні 1943 Чилі розірвала дипломатичні відносини з країнами «осі» та їх союзниками під час Другої світової війни, але оголосила війну лише Німеччині та Італії.
У квітні 1945 Чилі оголосила війну Японії, хоча вже в 1943 почала саджати у в'язниці японських громадян. Як і більшість латиноамериканських країн, Чилі фактично не брала участі у цій війні. 
У 1952 дипломатичні відносини між країнами відновлені.
У 1959 Нобусуке Кісі став першим прем'єр-міністром Японії, який відвідав Чилі. Після відновлення демократичного правління в Чилі Патрісіо Ейлвін став першим президентом Чилі, який відвідав Японію в 1992. Між країнами проведено багато візитів на найвищому рівні. 
Чилі та Японія першими вступили до Транстихоокеанського партнерства (угода про тісне співробітництво з десятьма іншими країнами Тихоокеанського регіону). США вийшли з угоди в січні 2017, Чилі і Японія з дев'ятьма країнами, що залишилися, підписали Всебічну подальшу угоду про Транстихоокеанське партнерство в березні 2018 в Сантьяго.
У вересні 2017 країни відзначили 120-річчя дипломатичних відносин. Японський наслідний принц Фуміхіто здійснив 10-денний візит до Чилі для участі у святкових заходах.

## Візити на високому рівні
З Чилі до Японії:
- Президент Патрісіо Ейлвін (1992);

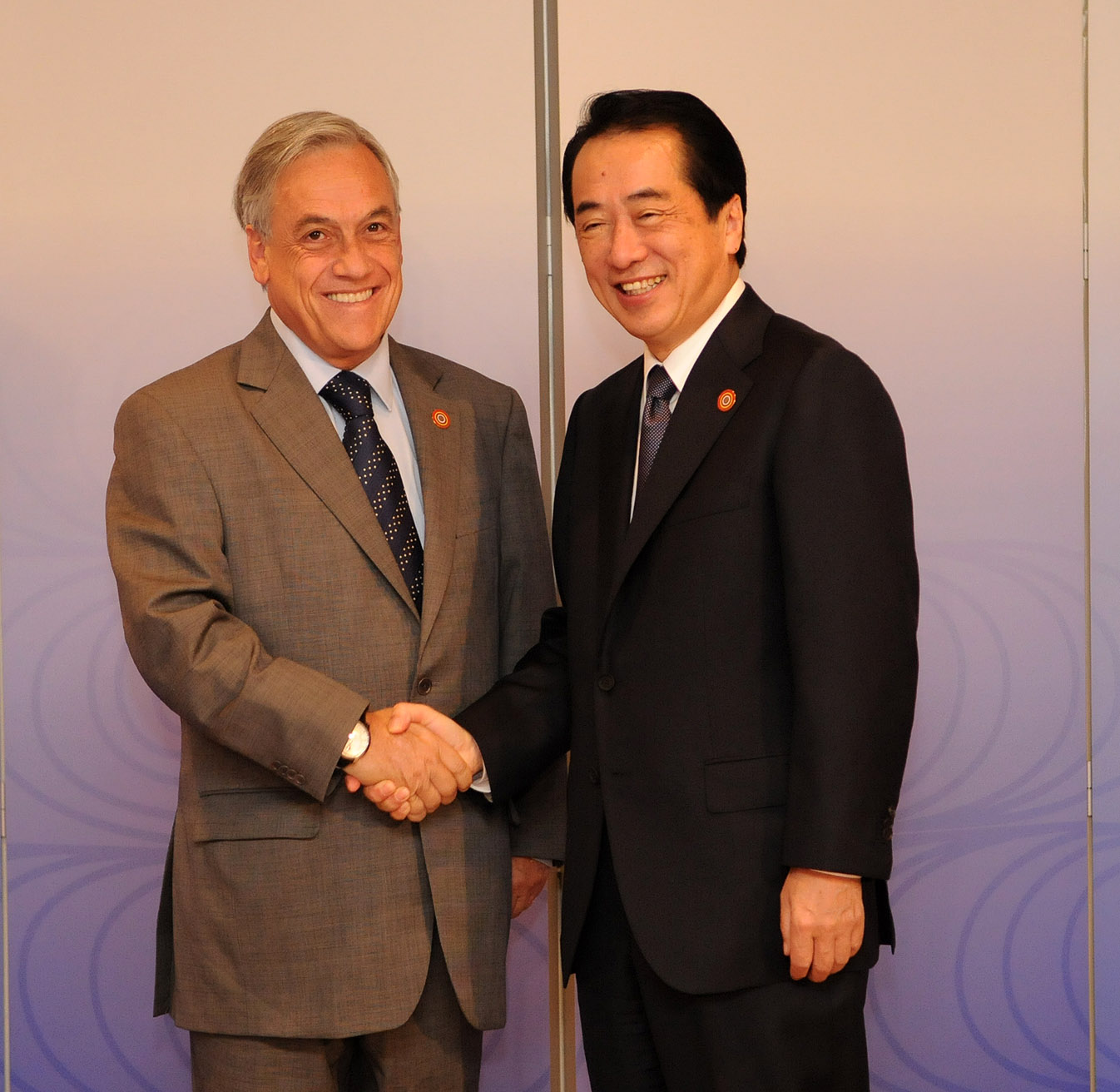
Президент Чилі Себастьян Піньєра на зустрічі з прем'єр-міністром Японії Наото Каном у Токіо, 2010

- Президент Едуардо Фрей Руїс-Тагле (1994, 1995 та 1997);
- Президент Рікардо Лагос (2003);
- Президент Мішель Бачелет (2007 та 2018);
- Президент Себастьян Піньєра (2010 та 2012).

З Японії до Чилі:
- Прем'єр-міністр Нобусуке Кісі (1959);
- Принц Хітаті (1993 та 1997);
- Прем'єр-міністр Рютаро Хасімото (1996);
- Прем'єр-міністр Дзюн'їтіро Коїдзумі (2004);
- Прем'єр-міністр Сіндзо Абе (2014);
- Наслідний принц Фуміхіто (2017).

## Угоди
Між країнами підписано кілька двосторонніх угод, таких як: Договір про дружбу, торгівлю та мореплавання (1897); Мирний договір (1951); Угода про технічне співробітництво (1978); Угода про відкриття Японського агентства міжнародного співробітництва в Чилі (1988); Угода про започаткування японської волонтерської програми для забезпечення технічного співробітництва між двома країнами (1996); Угода про оцінку рівня викидів вуглецю в лісових екосистемах Чилі (2005) та Угода про уникнення подвійного оподаткування та ухилення від сплати податків (2016).

## Торгівля
У 2006 країни підписали Угоду про вільну торгівлю, яка набула чинності в листопаді 2007.
У 2017 обсяг товарообігу між країнами становив суму 8,3 мільярда доларів США.
Експорт Чилі до Японії: мідь та мідна руда, риба (лосось та форель), тріска, літій та молібден.
Експорт Японії в Чилі: автомобілі та автозапчастини, шини, будівельне та гірничодобувне обладнання.
Прямі інвестиції Японії в Чилі в 2016 склали суму 237 мільйонів доларів США. У Чилі представлені кілька транснаціональних японських компаній, таких як: Honda, Sony, Toshiba, Nissan, Komatsu та Toyota.

## Дипломатичні представництва
- Чилі має посольство в Токіо[8].
- Японія містить посольство в Сантьяго[9].